# Dopasia hainanensis
Dopasia hainanensis là một loài thằn lằn trong họ Anguidae. Loài này được Yang mô tả khoa học đầu tiên năm 1984.